# Albrecht Obermaier
Albrecht Anton Gottfried Obermaier (* 9. Juli 1912 in Freising; † 1. August 2004 in Feldafing) war ein deutscher Marineoffizier. Am Ende seiner Dienstzeit diente er im Dienstgrad eines Vizeadmirals als Befehlshaber des NATO-Kommandos Seestreitkräfte Ostseezugänge (Commander, Naval Forces Baltic Approaches).

## Leben
Obermaier begann 1931 eine Ausbildung bei der Handelsmarine und umfuhr auf Segelschiffen zweimal das Kap Hoorn. 1933 wechselte er in die Reichsmarine und wurde dort Seeoffizier. Während des Zweiten Weltkriegs diente er in der Schnellbootwaffe als Kommandant und als Flottillenchef. Als solcher führte er von März 1941 bis Juli 1944 im Dienstgrad Korvettenkapitän die 6. Schnellbootsflottille der Kriegsmarine, die in der Nordsee und im Englischen Kanal eingesetzt war.
Nach dem Krieg war er zunächst als Handelsvertreter, später als Berater der ägyptischen Marine tätig.
1954 wurde Obermaier Angehöriger der Organisation Gehlen und 1956 als Fregattenkapitän in den Bundesnachrichtendienst übernommen. 1959 wechselte er zum Bundeswehr als Leiter des Indienststellungskommandos und ab 1960 erster Kommandant des von der U.S. Navy übernommenen Zerstörers 5, den er bis Ende 1961 führte.
Im Januar 1964 wurde er als Flottillenadmiral Kommandeur des Marineabschnittskommandos Nordsee. Von Oktober 1964 bis September 1965 als Konteradmiral Kommandeur Zentrales Marinekommando, anschließend bis März 1966 erster Amtschef Marineamt. Anschließend war er bis Dezember 1966 Stellvertreter des Befehlshabers der Flotte und von April 1967 bis September 1968 Chef des Stabes im Führungsstab der Streitkräfte.
Von Oktober 1968 an war Obermaier, zum Vizeadmiral befördert, bis zu seiner Pensionierung im Jahr 1971 Befehlshaber der Alliierten Seestreitkräfte Ostseezugänge in Karup in Dänemark.